# Оршанское викариатство
Орша́нское викариа́тство — викариатство Могилёвской епархии Белорусской православной церкви Московского патриархата.

## История
Согласно данным Афанасия (Мартоса), в 1633 году митрополит Петр Могила посвятил архимандрита Виленского Свято-Духова монастыря Иосифа Бобриковича-Анхожского на Могилёвскую епископию с титулом: «Оршанский, Мстиславльский и Могилёвский». Но через два года он умер в Вильно.
С обращением униатской Оршанской епархии к православию, 6 марта 1839 была учреждена самостоятельная Оршанская епархия с кафедрой в Полоцке. С 23 июня того же года Оршанская епархия становилась викариатством Могилёвской епархии, а 7 июля 1840 года была упразднена.
С 8 октября 1926 по 10 ноября 1927 года титул епископа Оршанского носил епископ Стефан (Виноградов)
12 января 2012 года на заседании Синода Белорусской православной церкви архиепископ Витебский и Оршанский Димитрий (Дроздов) предложил выделить из Витебской епархии Оршанскую епархию. Предлагаемая к образованию Оршанская епархия включала бы в себя Оршанский, Дубровенский, Сенненский, Толочинский и Чашникский районы Витебской области, на территории которых находился 41 приход, где совершали служение 56 священнослужителей, и 4 монастыря. Тогда же Синод Белорусской православной церкви поручил «Управлению делами Белорусского экзархата изучить возможность открытия Оршанской епархии в пределах Витебской области с выездом в районы, предлагаемые для включения в состав новой епархии». 25 декабря 2015 года на отчётном собрании духовенства и активных мирян Витебской епархии было озвучено обращение к митрополиту Минскому и Заславскому Павлу, Патриаршему Экзарху всея Беларуси, о разукрупнении Витебской епархии, путём создания самостоятельной Оршанской епархии. Тем не менее, до сих пор епархия не была создана.

## Епископы
Оршанская епархия
- Василий (Лужинский) (6 марта — 23 июня 1839)

Оршанское викариатство Могилёвской епархии
- Василий (Лужинский) (23 июня 1839 — 7 июля 1840)
- Стефан (Виноградов) (8 октября 1926 — 10 ноября 1927)